# Маріано Хуан
Маріано Хуан (ісп. Mariano Juan; нар. 15 травня 1976, Буенос-Айрес) — аргентинський футболіст, півзахисник. Чемпіон світу серед молоді у складі збірної Аргентини 1995 року.

## Клубна кар'єра
Маріано Хуан почав свою кар'єру у клубі «Рівер Плейт» в 1994 році. За «Рівер» за два роки Маріано зіграв лише 7 матчів у чемпіонаті Аргентини.
В липні 1996 році Маріано підписав п'ятирічний контракт з нідерландським «Аяксом» з Амстердама, клуб розраховував що Хуан зможе в майбутньому може стати заміною Данні Блінду. Дебют Хуана відбувся 18 серпня 1996 року в матчі суперкубка Нідерландів проти ПСВ, матч завершився поразкою «Аяксу» з рахунком 3:0. Всього в сезоні 1996/97 Маріано провів за «Аякс» 18 матчів, з яких 16 матчів припадали на чемпіонат Нідерландів. У сезоні 1998/1999 Маріано провів всього 1 матч, проти «Спарти», а по закінченні сезону Хуан був відданий в оренду аргентинському клубу «Расінг» з міста Авельянеда.
Після повернення з оренди в «Аякс», у Маріано діяв контракт з клубом ще на один рік. В сезоні 1999/00 Хуан не зіграв жодного матчу за першу команду, а по закінченні сезону Маріано покинув клуб в статусі вільного агента.
У 2000 році Хуан перейшов в іспанський «Хетафе», який виступав у другій іспанській лізі. За «Хетафе» Хуан відіграв два сезони, після яких у 2002 році перейшов в іспанський «Толедо».
Через рік Маріано повернувся до Аргентини і став гравцем клубу «Уракан», який виступав у другому аргентинському дивізіоні. За «Уракан» Маріано виступав протягом двох сезонів.
У 2006 році Хуан повернувся до Іспанії, де ще протягом року виступав за «Леганес». У 2007 році Маріано завершив свою футбольну кар'єру.

## Виступи за збірні
1995 року залучався до складу молодіжної збірної Аргентини, разом з якою брав участь у молодіжному чемпіонаті світу 1995 року в ОАЕ і здобув золоті нагороди.

## Титули і досягнення
- Чемпіон Аргентини (1):

«Рівер Плейт»: 1994 Апертура
- Чемпіон Нідерландів (1):

«Аякс»: 1997-1998
- Володар Кубка Нідерландів (1):

«Аякс»: 1997-1998
- Володар Кубка Лібертадорес (1):

«Рівер Плейт»: 1996
- Чемпіон світу (U-20): 1995